# Turek
Turek là một thị trấn thuộc huyện Turecki, tỉnh Wielkopolskie ở trung-tây Ba Lan. Thị trấn có diện tích 16 km². Đến ngày 1 tháng 1 năm 2011, dân số của thị trấn là 28531 người và mật độ 1764 người/km².

## Thành phố kết nghĩa
Turek kết nghĩa với:
- Wiesmoor, Đức
- Dunaivtsi, Ukraina
- Turhal, Thổ Nhĩ Kỳ
- Rovinari, Romania
- Uniejów, Ba Lan